# Église Saint-Louis d'Hyères
Pour les articles homonymes, voir Saint-Louis et Église Saint-Louis.
L'église Saint-Louis est une église catholique située à Hyères, en France.

## Localisation
L'église donne place de la république à Hyères, et jouxte l'ancien palais de Justice, devenu point d'accès au droit.

## Histoire

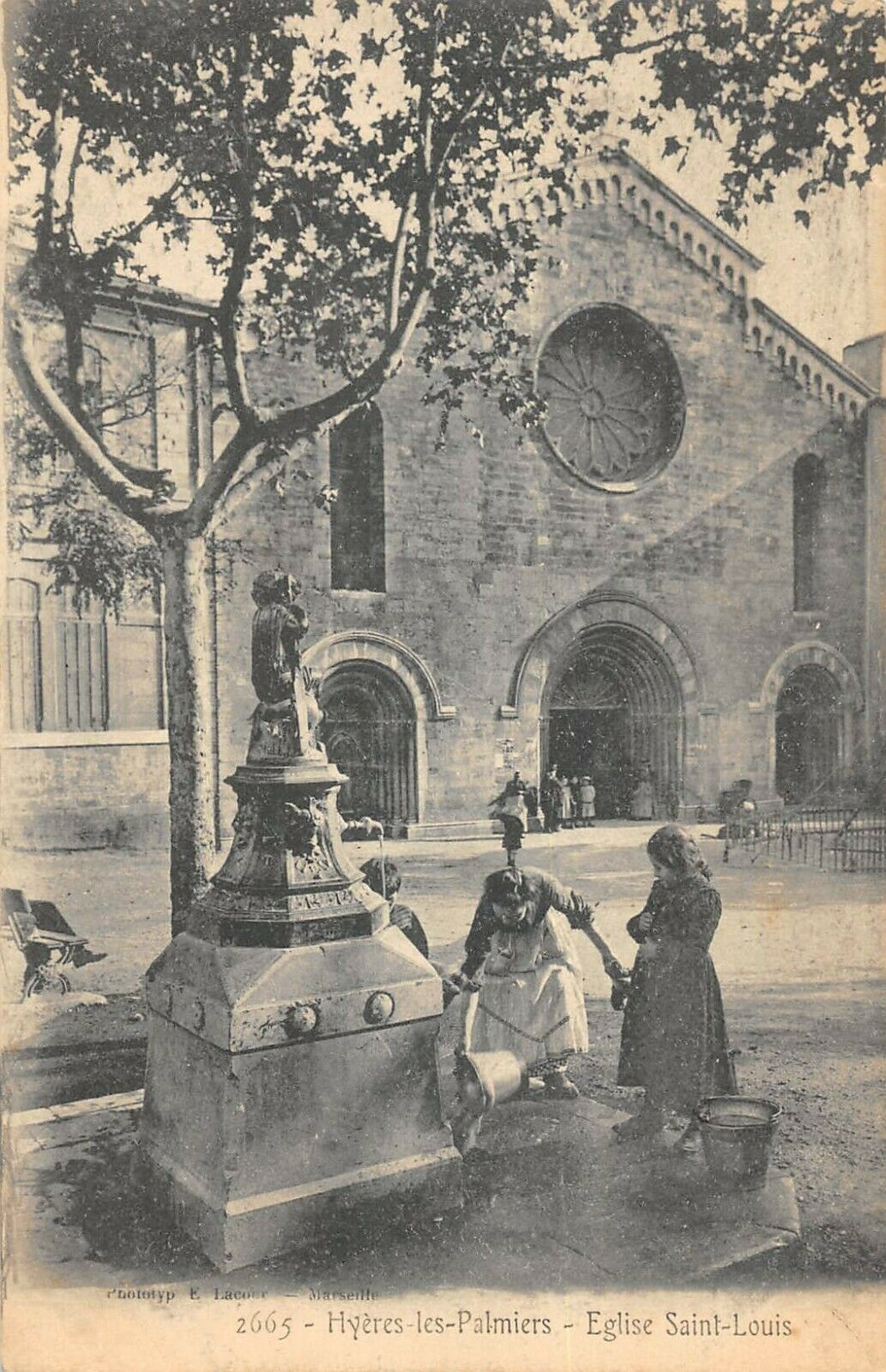
L'église en 1900 avec la fontaine sur la place.

En 1230, les franciscains s'installent en Provence. Selon Jean de Joinville, qui en a relaté les faits, au retour de la septième croisade, Saint Louis, roi de France qui débarque à Hyères le 12 juillet 1254 sur la plage de l’Ayguade,, manifeste son attachement aux Frères Mineurs par la rencontre qu'il fit avec Hugues de Digne, célèbre prédicateur. Saint Louis et sa famille séjournent au château d'Hyères. Une stèle face à la plage de L'Ayguade commémore ce passage à Hyères. 
L’église du couvent franciscain, actuelle paroisse, est dédiée à Saint Louis. L'édifice est classé au titre des monuments historiques en 1840. Elle devient église paroissiale en 1842.
Pour des raisons liées à l'architecture et attachées à l'histoire, l'hypothèse d'une construction au XIIe siècle par les Templiers, doit être purement et simplement rejetée. 
L'édifice actuel est une ancienne église du couvent des Cordeliers (autre nom des Franciscains) dont l’ancien jardin accueille l’actuelle place de la République. C'est en 1810-1812 qu'a été faite la jonction de ladite place avec la place Clemenceau, par un escalier.
L'église et la paroisse sont confiées par le diocèse de Fréjus-Toulon depuis 2012 à la congrégation de l'Oratoire de Saint Philippe Néri et comprend en 2019 trois prêtres et deux frères.
Les funérailles du rugbyman Christophe Dominici y ont été célébrées le 4 décembre 2020.

## Architecture
L'entrée, par trois portails en plein cintre, se fait par un escalier large que l'on doit descendre.
L'architecture associe des formes romanes et gothiques avec les croisées d'ogives. Le vaisseau, long de 48 mètres et large de 17 mètres, comprend trois nefs et six travées. La nef centrale est gothique, alors que les nefs latérales portent des voûtes romanes à berceau avec arcs doubleaux
L'ensemble est aussi remarquable du fait de la réalisation en 1847 de magnifiques vitraux par l’atelier Maréchal de Metz.  

## Mobilier
En 1905, sont mentionnés à l'inventaire deux harmoniums, huit confessionnaux et deux grands bénitiers en marbre. Quatre confessionnaux et les grands bénitiers en marbre ont disparu.

### Orgues
Le buffet d'orgue de tribune date de 1848. La partie instrumentale de l'orgue a été réalisée en 1878 par le facteur d'orgues François Mader.
- Grand orgue[6],[7],[8].
- Orgue de chœur[9].

### Tableaux
En 1883, les deux tableaux représentant la vie de saint Louis sont placés dans le chœur, puis lesdites toiles ont été mystérieusement déplacées et stockées dans la collégiale Saint-Paul, et enfin restaurées.
Le premier tableau, signé de Louis-Charles Arsenne, est daté de 1840 et représente saint Louis débarquant à l’Ayguade le 10 juillet 1254. La toile mesure 4,26 m de haut pour 5,44 m de large ; sur le deuxième tableau, Saint Louis et son frère Robert portent un reliquaire contenant la couronne d’épines du Christ, achetée en 1238 par le roi.
Un tableau du XVIIe siècle, représentant sainte Véronique, est classé aux Monuments historiques en 1912.

### Galerie

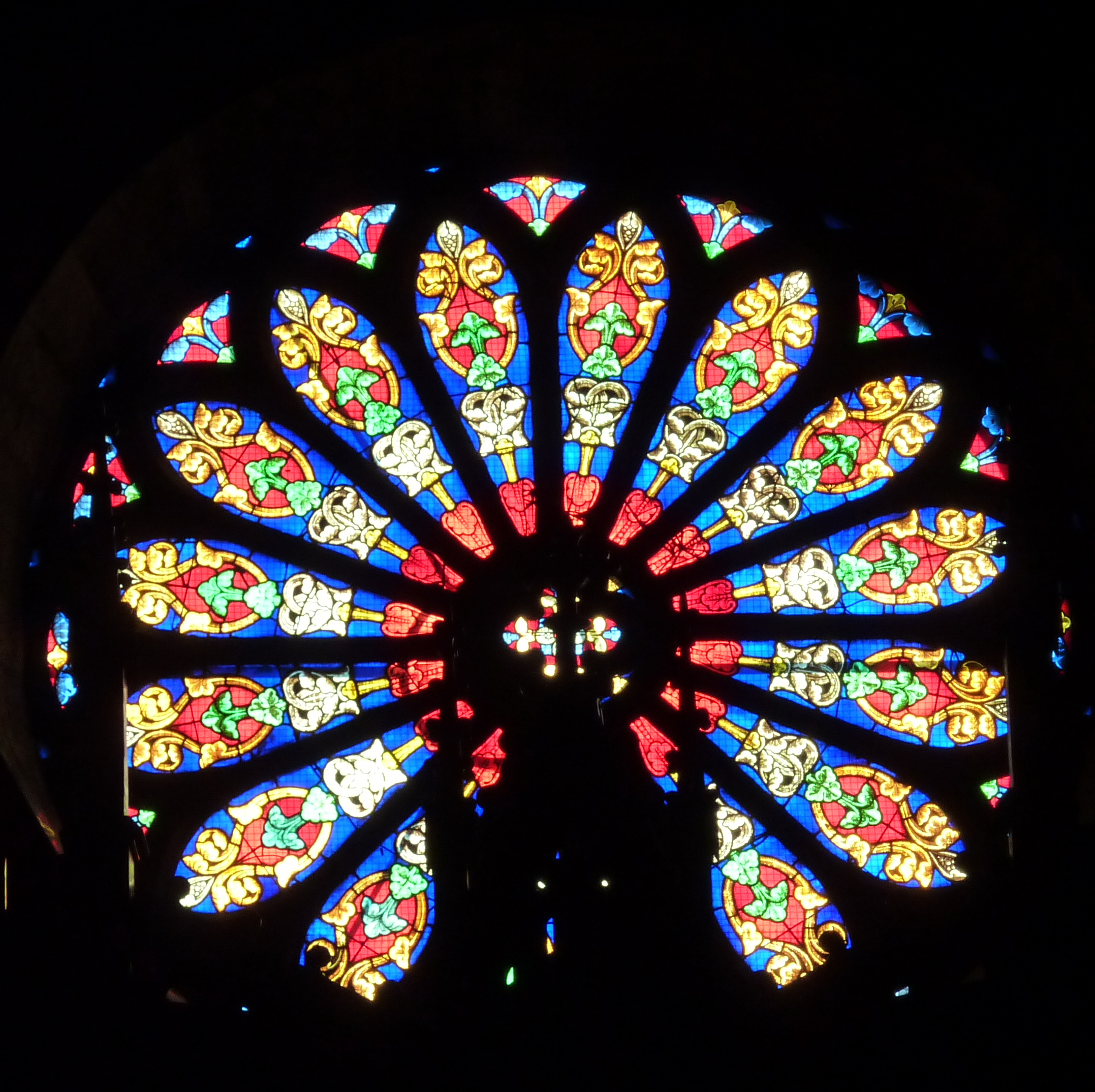
Rosace, vue intérieure.
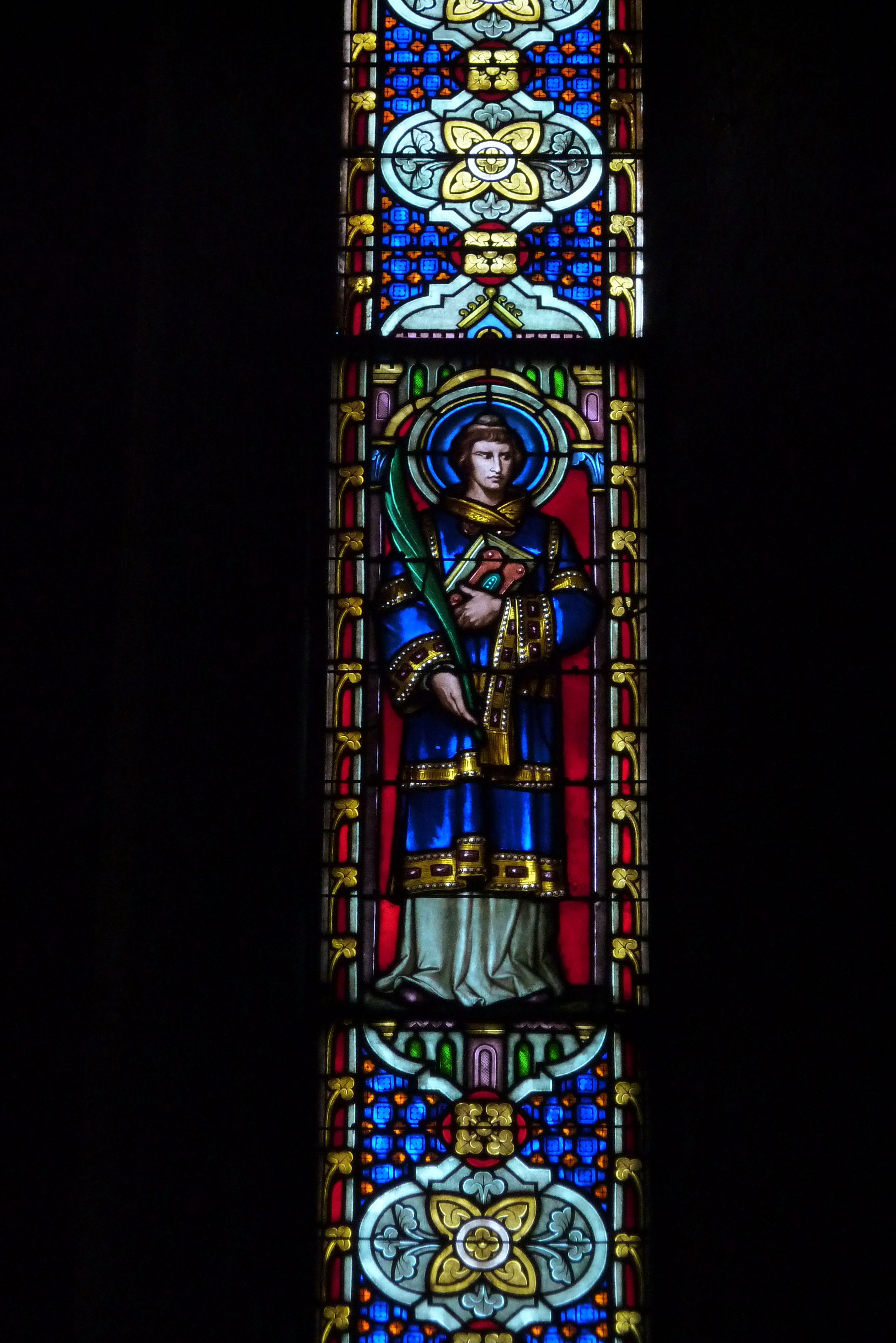
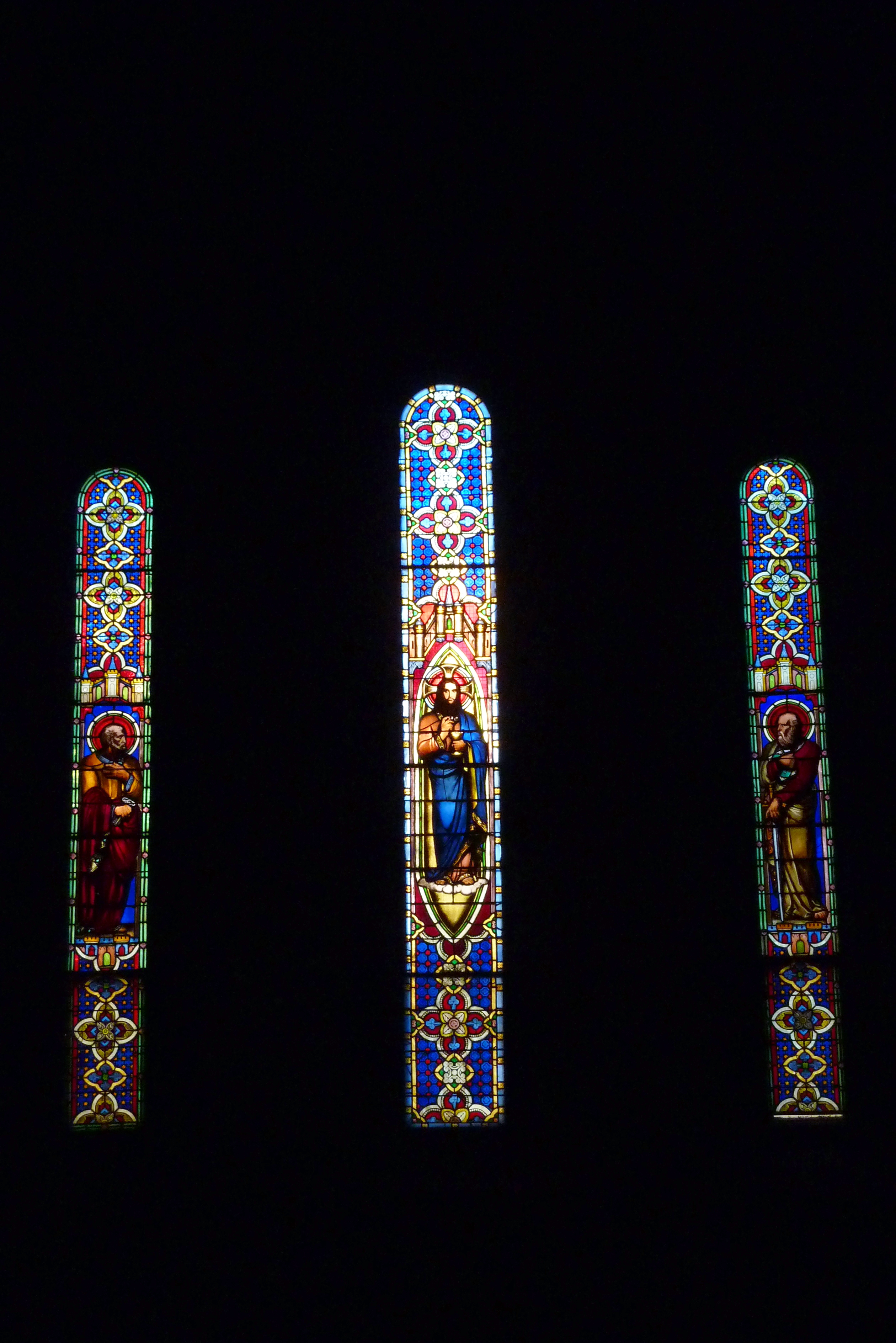
Jésus entre saint Pierre (à gauche) et saint Paul ( à droite).
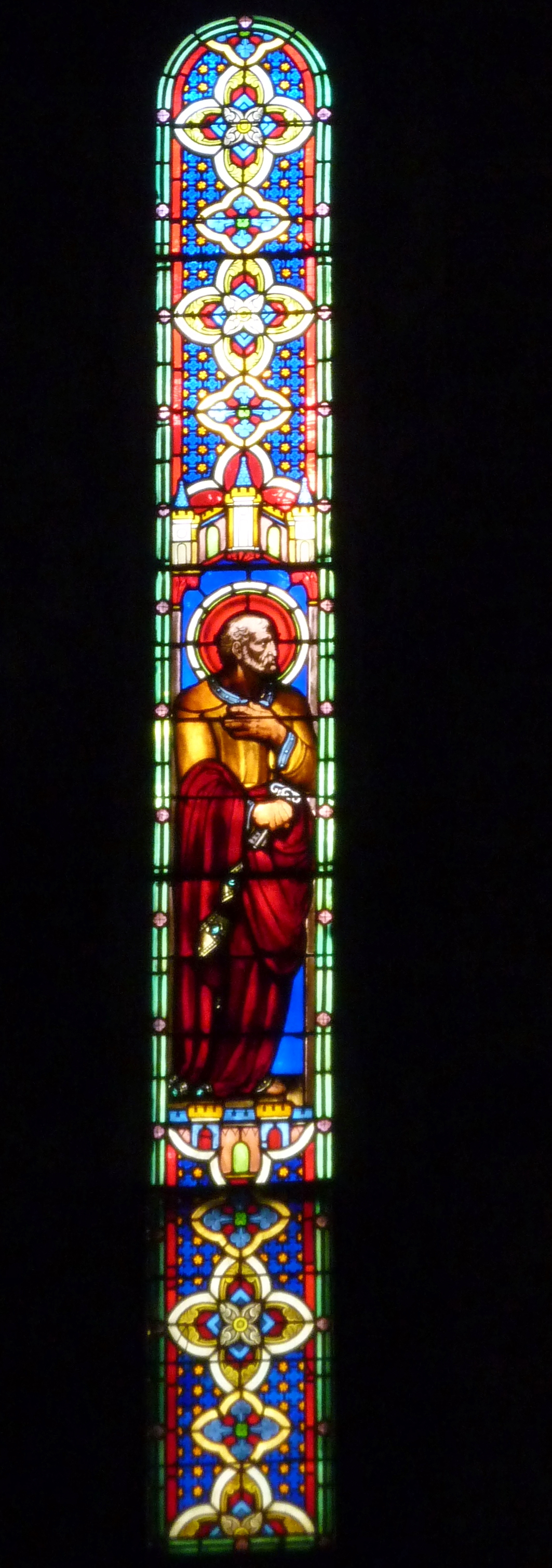
Saint Pierre
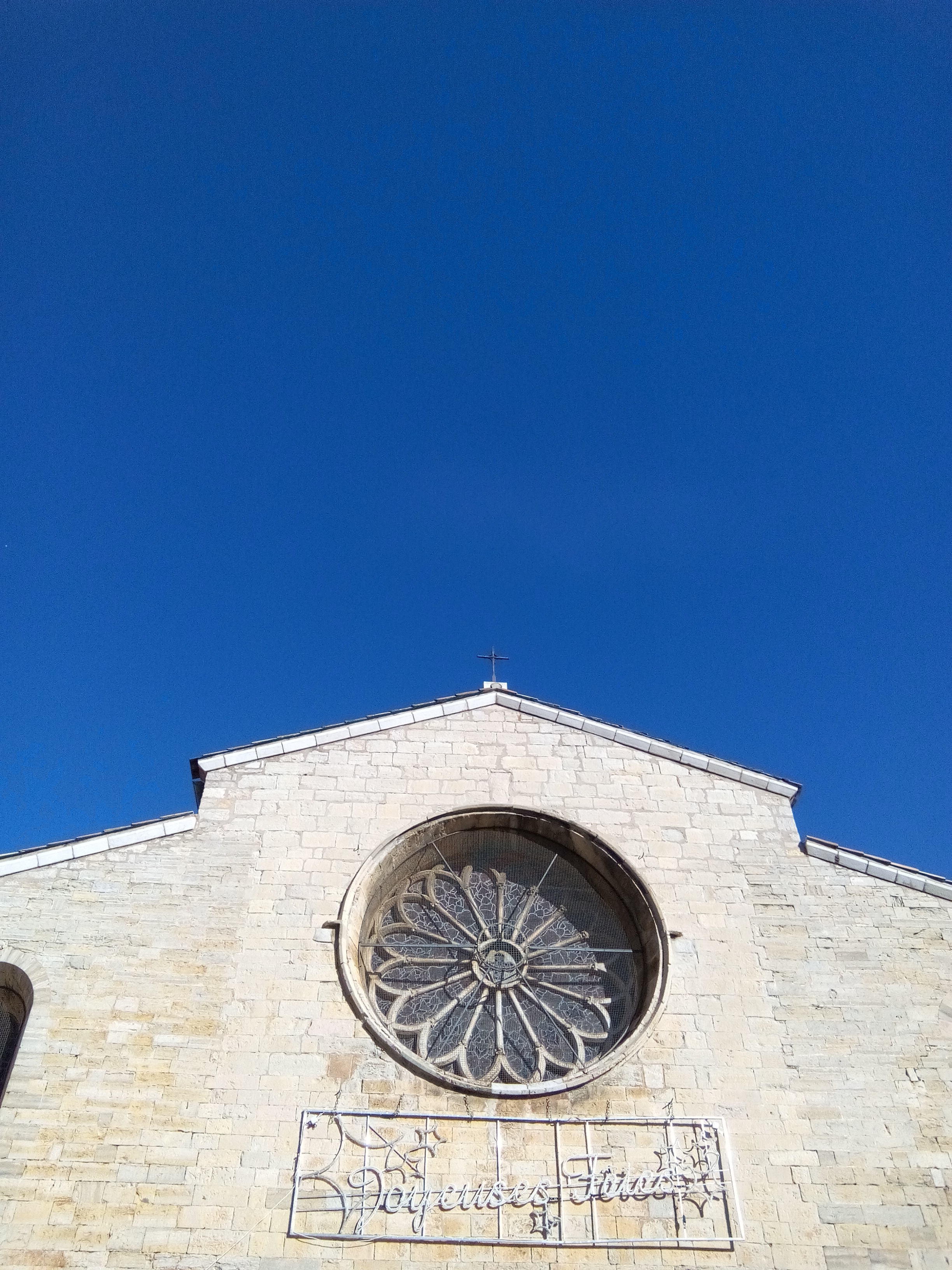
Rosace, vue extérieure.
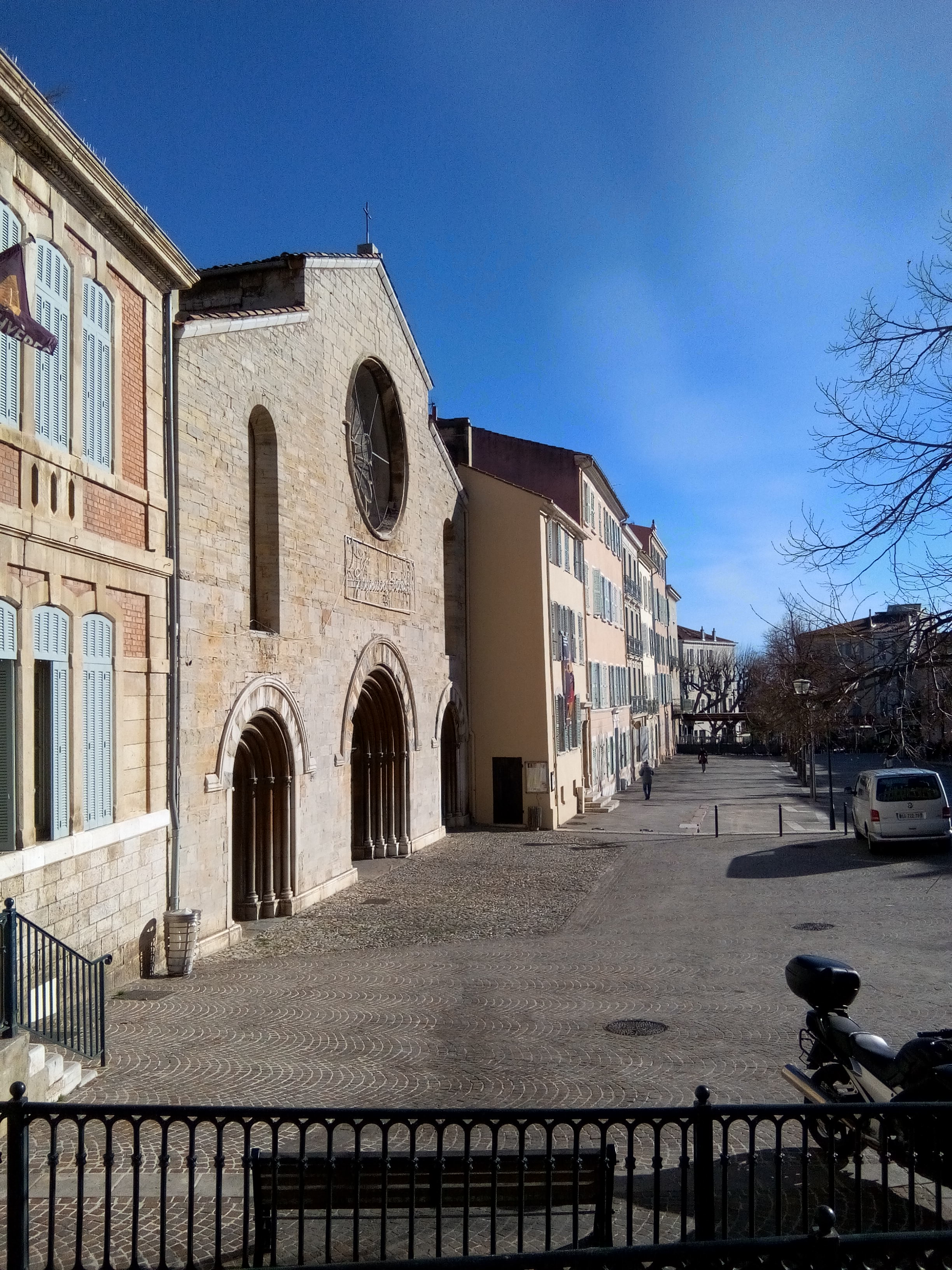
Vue de l'ensemble sur la place de la République.